# بار (هرمزگان)
بار یا بارو روستای کوچکی از توابع بخش کوخرد شهرستان بستک و در غرب استان هرمزگان در جنوب ایران.
این روستا زیر کوه بارو واقع شده‌است.

## محدوده بارو
محدوده روستا از شمال رشته کوه ناخ و بر بار، از جنوب کوه و راه لاور شیخ، از مغرب بهر بارو و روستای تخت گرو، و از سمت مشرق به پر درو منتهی می‌شود.

## زمین جوکار
روستای بارو دارای زمین حاصل خیزی است که سبزیجات صیفی وشتوی در آن کاشته می‌شود.
همچنین دارای زمین کشت دیم است که می‌توان در حدود ۱۰۰ من جو و گندم
بذر کاشت.
دارای چشمهی کوچکی است که بعد از پرشدن استخر، مزرعه را آبیاری می‌نماید.

## موقعیت
این روستا در شرق روستای بربار قرار دارد.
و در حدود ۴۰۰ اصله نخل آبی و دیم دارد، دارای ۵ باب آب‌انبار برکه و ۲ باب مسجد و یک باب مدرسه‌است.
آرامگاه یکی از پیران طریقت و علم و شریعت در بدو ورود به این روستا واقع است. این عالم جلیل به نام: شیخ داوود مشهور بوده‌است.
جادهٔ سواره‌رو خاکی دارد.

## جمعیت
جمعیت این روستا بر اساس سرشماری سال ۱۳۸۵ جمعیت آن ۱۱۳ نفر (۲۳ خانوار)
بوده‌است. که از اهل سنت و از شاخه شافعی
هستند یعنی از پیروان امام محمد ادریس شافعی می‌باشند. مردم این روستا به زبان فارسی (به گویش محلی) صحبت می‌کنند.

## فهرست منابع و مآخذ
- محمدیان، کوخردی، محمد، “ «به یاد کوخرد» “، ج۱. چاپ اول، دبی: سال انتشار ۲۰۰۳ میلادی.
- نگاره‌ها از: محمد محمدیان.
- سلامی، بستکی، احمد.  (بستک در گذرگاه تاریخ)  ج۲ چاپ اول، ۱۳۷۲ خورشیدی.
- عباسی، قلی، مصطفی،  «بستک وجهانگیریه»، چاپ اول، تهران: ناشر: شرکت انتشارات جهان معاصر، سال ۱۳۷۲ خورشیدی.
- بالود، محمد.  (فرهنگ عامه در منطقه بستک)  ناشر همسایه، چاپ زیتون، انتشار سال ۱۳۸۴ خورشیدی.
- الکوخردی، محمد، بن یوسف، (کُوخِرد حَاضِرَة اِسلامِیةَ عَلی ضِفافِ نَهر مِهران Kookherd, an Islamic District on the bank of Mehran River) الطبعة الثالثة، دبی: سنة ۱۹۹۷ للمیلاد.
- مهندس:، حاتم، محمد، غریب“ «تَاریخْ عَرَب الّهْولَةـ دراسة تاریخیة وثائقیة» “، دولة الکویت، ج۱. چاپ سوم، القاهرة، مصر، دارالأمین للطباعة والنشر والتوزیع، ۸ شارع أبوالمعالی، سال انتشار ۱۹۹۷ میلادی.
- بختیاری، سعید،  «اتواطلس ایران» ، “ مؤسسه جغرافیایی وکارتگرافی گیتاشناسی، بهار ۱۳۸۴ خورشیدی.
- محمد، صدیق «تارخ فارس» صفحه‌های (۵۰–۵۱)، چاپ سال ۱۹۹۳ میلادی.
- اطلس گیتاشناسی استان‌های ایران [Atlas Gitashenasi Ostanhai Iran] (Gitashenasi Province Atlas of Iran)
- محمدیان، کوخردی، محمد،  (شهرستان بستک و بخش کوخرد) ، ج۱. چاپ اول، دبی: سال انتشار ۲۰۰۵ میلادی.